# Falculea palliata
Falculea palliata é uma espécie de ave da família Vangidae. É a única espécie do género Falculea.
É endémica de Madagáscar.
Os seus habitats naturais são: florestas secas tropicais ou subtropicais e matagal árido tropical ou subtropical.